# Bonaccordite
La bonaccordite est un minéral rare découvert en 1974. De formule chimique est Ni2FeBO5, elle fait partie du groupe de la ludwigite. Elle cristallise généralement en longs prismes cylindriques qui se forment dans une autre source. Elle porte le nom de la région de Bon Accord en Afrique du Sud, où elle a été trouvée pour la première fois. Il y a également eu des découvertes de bonaccordite dans de nombreuses centrales nucléaires. Elle forme un dépôt à l'intérieur des machines et demeure un minéral très difficile à nettoyer car résistant aux techniques ordinaires.

## Histoire
La bonaccordite a été décrite pour la première fois en 1974 pour une occurrence dans la région de Bon Accord à Barberton dans le Transvaal en Afrique du Sud.  Elle se trouve dans une serpentinite nickélifère tabulaire, en bordure d'un intrusif ultramafique. Le site réel de la découverte de bonaccordite est probablement un cratère de météorite à trois kilomètres à l'ouest de la mine de talc Scotia.

## Composition
La formule chimique de la bonaccordite est Ni2FeBO5. L'oxyde le plus présente est le NiO (52,7 % ou 56,58 % de la masse). 
| Oxydes | Oxydes   |
| ------ | -------- |
| Fe2O   | 31,9 %   |
| NiO    | 52,7 %   |
| MgO    | 0,5 %    |
| MnO    | 0,04 %   |
| CaO    | 1,5 %    |
| SiO2   | 0,4 %    |
| B2O3   | 13,1 %   |
| Total  | 100,44 % |

Deux recherches ont confirmé la présence de bore par une analyse chimique par voie humide.
| Élements | Élements |
| -------- | -------- |
| Fer      | 21,15 %  |
| Nickel   | 44,46 %  |
| Bore     | 4,09 %   |
| Oxygène  | 30,30 %  |

## Occurrence géologique
Le minéral peut prendre la forme d'un amas de prismes minces et longs ou de groupes rayonnants en forme de rosette. Les prismes peuvent se grouper en veines à travers d'autres minéraux et les groupes rayonnants peuvent se trouver dans des minéraux comme la liebenbergite ou la trévorite,. La bonaccordite se forme généralement avec la trévorite, la liebenbergite, la népouite, la nimite, la gaspéite et la millérite dans son gisement de Bon Accord. Tous ces minéraux cristallisent sous forme de prismes élancés.

## Propriétés physiques
La bonaccordite est un minéral opaque de couleur brun rougeâtre.  En lumière réfléchie, la couleur est grise avec une teinte brunâtre avec de forts reflets internes brun rougeâtre.  Dans de nombreux cas, la bonaccordite cristallise en longs cylindres minces. On a découvert qu'il s'agit de l'analogue en nickel de la ludwigite. 
La dureté de Mohs de la bonaccordite est de 7 et sa densité est de 5,17 g/cm3. La classe optique est biaxe. Elle possède un système cristallin orthorhombique avec un groupe ponctuel de 2/m 2/m 2/m. Les cristaux sont structurés comme des prismes allongés dans un autre matériau. Il n'y a pas eu de clivages ou de macles observés. Le groupe d'espace a été déterminé comme étant [Pbam] et les dimensions des paramètres de maille calculées sont a = 9,213, b = 12,229, c = 3,001, Z = 4. 
La bonaccordite est insoluble et n'a montré de réactivité qu'avec l'acide chlorhydrique. Il est très difficile de l'éliminer des barres de combustible dans les réacteurs nucléaires où elle se forme parfois,. Il a été démontré qu'elle se forme de manière hydrothermale dans de l'eau quasi supercritique à des températures supérieures à 350 °C et en présence de conditions alcalines,. Sa formation dans les réacteurs REP peut être accélérée par le lithium produit lors de la réaction de 10B(n,α)7Li avec le bore dans le caloporteur. La bonaccordite peut être un indicateur d'anomalie de décalage axial (Axial-Offset-Anomaly) du flux neutronique et de la densité de puissance dans les centrales PWR,.